# Симонов, Сергей Владимирович
Сергей Владимирович Симонов (род. 20 мая 1974, Саратов) — советский и российский хоккеист, защитник. Мастер спорта Республики Беларусь международного класса.

## Биография
Воспитанник саратовского «Кристалла», за который в первой лиге в сезонах 1989/90 — 1990/91 провёл три матча. В сезоне 1992/93 вместе с командой играл в чемпионате МХЛ. На драфте НХЛ 1992 года был выбран в 10-м раунде под общим 221-м номером клубом «Торонто Мейпл Лифс». Играл за клубы МХЛ и Суперлиги ЦСКА (1993/94), «Металлург» Магнитогорск (1994/95 — 1995/96), СКА СПб (1996/97), «Кристалл» Саратов (1995/96, 1997/98), «Амур» Хабаровск (2001/02).
Выступал за команды низших лиг «Химик» Энгельс (1991/92 — 1992/93), ЦСК ВВС Самара (1992/93), «Мечел» Челябинск (1993/94, 1994/95), «Южный Урал» Орск (1993/94), Воронеж (1999/2000), «Кристалл» Саратов (1999/2000 — 2000/01, 2003/04 — 2008/09), «Газовик» Тюмень (2001/02), «Энергия» Кемерово (2001/02), белорусский «Керамин» Минск (2002/03).
Бронзовый призёр юниорского чемпионата Европы 1992.
Ассистент главного тренера клуба «Коннектикут Янкис» (2012/13).